# Eva Maydell

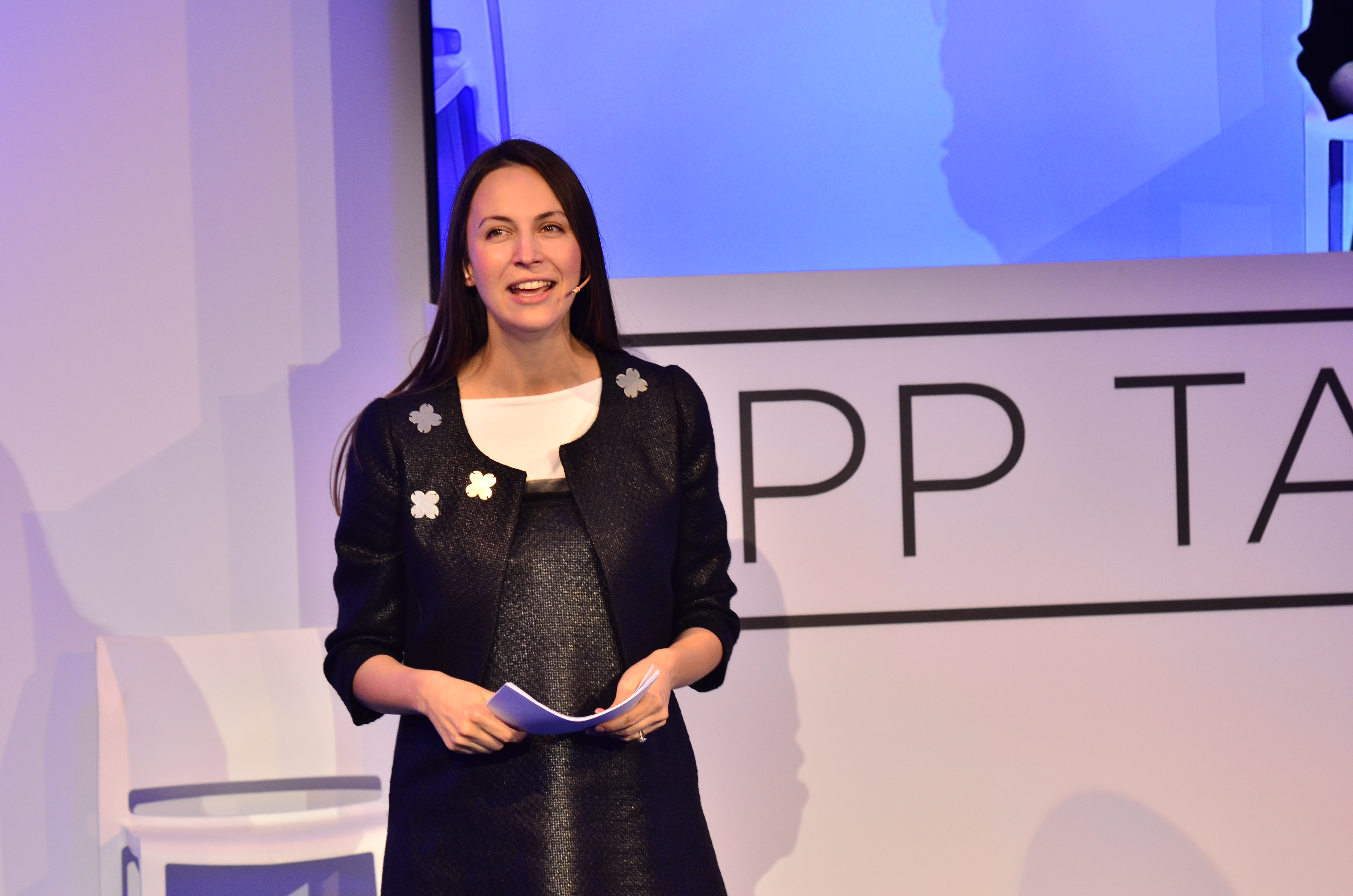
Maydell på en kongress i Malta 29 mars 2017.

Eva Maydell, född Paunova 26 januari 1986 i Sofia, är en bulgarisk politiker för konservativa GERB. Hon är ledamot av Europaparlamentet sedan 2014, och sitter med i partigruppen EPP för kristdemokrater och konservativa.
I Europaparlamentet är hon ledamot i industriutskottet (ITRE), det särskilda AI-utskottet (AIDA) och Japan-delegationen. Hon är även ersättare i utskottet för ekonomi och valutafrågor (ECON) och USA-delegationen.
Maydell arbetar särskilt med industrifrågor, innovation, entreprenörskap, artificiell intelligens och digitalisering. Hon är EPP-koordinator i AIDA-utskottet. År 2020 var hon EPP-rapportör för EU:s nya digitala strategi.
Maydell har fått flera utmärkelser för sitt politiska arbete. Hon blev bästa nykomling under sin första mandatperiod i Europaparlamentet 2014–2019. År 2018 utnämndes hon till en av de främsta kvinnliga ledarna i Bryssel. År 2020 utsågs till en av de 40 mest inflytelserika parlamentarikerna.

## Biografi
Eva Maydell är född i den bulgariska huvudstaden Sofia. Hon har en kandidatexamen (B.A.) i internationella affärer och företagsekonomi från John Cabot University i Rom, där hon studerade åren 2005–2008. År 2012 studerade hon offentligt och verkställande ledarskap vid John F. Kennedy School of Government som tillhör Harvard University. År 2019 läste hon en onlinekurs i ledarskap vid Oxfords universitet.
Åren 2009–2014 arbetade hon som politiskt sakkunnig i Europaparlamentet.

## Politisk karriär
Maydell blev invald i Europaparlamentet i EU-valet 2014. Vid mandatperiodens slut utnämndes hon till bästa nykomling i parlamentet. Hon omvaldes i valet 2019 för ytterligare en mandatperiod. Numera är hon vice ordförande för delegationen för förbindelserna med Japan. Dessutom är hon ledamot i utskottet för industrifrågor, forskning och energi och suppleant för utskottet för ekonomi och valutafrågor och delegationen för förbindelserna med Förenta staterna.

## Utmärkelser
- Utnämnd till Europaparlamentets bästa nykomling (2015).[2][3]
- Forbes’ “30 under 30” Europe selection 2016.[4]
- POLITICO’s 40 most influential MEPs.[4]
- Parliament Magazine 2017 “New Technologies” award.[5]
- The Financial Times’ Top 100 Most Influential Persons in Central and Eastern Europe.[6]
- “POLITICO 28” list of people who shape Europe.[7]
- POLITICO’s 2018 Women who shape Brussels.[8]